# Santa Bárbara do Sul
Santa Bárbara do Sul este un oraș în Rio Grande do Sul (RS), Brazilia.